# Androstachys
Androstachys, “Lebombo-željezno drvo” je afričko zimzeleno drvo iz porodice Picrodendraceae.

## Opis
Zimzeleno do listopadno, srednje veliko drvo koje naraste do 20 m visine. Ovo drvo dobro raste u stjenovitim područjima. Listovi su tamnozeleni, okrugli sa sivobijelom donjom stranom. Cvjetovi su žuti bez latica. Daje žućkasti do smeđi plod s 3 režnjeva.

## Status zaštite
Androstachys johnsonii se uvelike iskorištavao u područjima gdje se pojavljuje, a objavljeno je da je bio naveliko iskorištavan u Mozambiku 2005.; budući da se radi o sporo rastućem drvetu, oporavak jedinki koje su izgubljene bio je spor. Međutim, još uvijek je široko rasprostranjena i nije ugrožena, a navedena je u kategoriji najmanje zabrinjavajućih (LC) na Crvenom popisu južnoafričkih biljaka.

## Rasprostranjenost i stanište
Rasprostranjen je u južnim dijelovima Afrike, kroz Mozambik, Svaziland, Zimbabve, Malavi i Madagaskar, kao i Južnoafričku Republiku gdje se može naći u provinciji Limpopo, te gorju Lebombo u Mpumalangi.

## Derivacija imena i povijesni aspekti
Androstachys na grčkom znači 's muškim cvjetovima u klasu', a specifičan epitet johnsonii dolazi od W.H. Johnsona, direktora poljoprivrede u Mozambiku 1875. Ovo stablo je prethodno bilo dio roda Euphorbia, porodice Euphorbiaceae, ali je 2003. ponovno klasificirano u Picrodendraceae.

## Ekologija
Androstachys johnsonii radije raste u kolonijama na stjenovitim obroncima. Uživa u dobro dreniranim tlima s vrućim i suhim uvjetima. Cvjetove na drveću oprašuje vjetar. Plodove jedu ptice, antilope i vjeverice, a zatim ih distribuiraju.

## Koristi
Ovo se drvo previše koristi zbog svog tvrdog, izdržljivog drva koje se koristi u različite svrhe kao što su podovi, konstrukcijski nosači za kuće, kao i za izgradnju mostova. Lišće brsti stoka; pčele skupljaju nektar s cvjetova, ali je objavljeno da je nektar iz cvjetova otrovan.

## Uzgoj Androstachys johnsonii
Ovo se drvo može uzgajati samo iz sjemena koje lako klija na tlu ispod odraslih stabala. Ovo je drvo koje sporo raste i trebaju mu godine da stablo dostigne svoju zrelu fazu.  Drveće se lako uzgaja u vrtovima izvan svog prirodnog rasprostranjenja, iako sporo raste. Treba ih saditi na punom suncu do polusjene na dobro dreniranoj, toploj padini; vrsta može podnijeti umjeren mraz, ali treba je zaštititi od mraza i dok je mlada.

## Siinonimi
- Androstachys subpeltata (Sim) Phillips; Mem. Bot. Surv. S. Africa, No. 25 (Gen. S. Afr. Fl. Pl., ed. 2) 460 (1951)
- Weihea subpeltata Sim; Forest Fl. Port. E. Afr. 66 (1909)